# Peramus
Peramus és un gènere extint de mamífers peramurs de la família dels peramúrids que visqueren a Europa i el nord d'Àfrica entre el Juràssic superior i el Cretaci inferior. Se n'han trobat restes fòssils a França, el Marroc i el Regne Unit. El material d'aquest tàxon contribuí de manera significativa a posar en clar l'evolució de les molars tribosfèniques, tot i que les seves pròpies molars no es poden considerar tribosfèniques, car manquen de protocon a les molars superiors i d'una conca del talònid funcional a les inferiors. El nom genèric Peramus significa 'ratolí de bossa'.